# 郭路生
郭路生（1948年—），笔名食指，意為別人背後的指點絕損傷不了一個人格健全的詩人，中国当代诗人。

## 生平
山東省魚台縣唐馬鎮人，出生於山東朝城镇，1948年出生在行軍途中，故起名為路生。
1967年，正當文革如火如荼進行中，郭路生拜訪著名詩人何其芳並開始向其請教作詩。在此期間，郭路生寫下了被廣為傳誦的詩作《海洋三部曲》、《魚兒三部曲》等。《海洋三部曲》在寫作技巧上受到萊蒙托夫影響，內容卻是表達了對紅衛兵運動失敗的悲觀情懷。
1967年秋，當時受打壓的老紅衛兵郭路生與朋友在離京逃難之際，他的朋友張郎郎在友人日記本的扉頁上寫下四個字：相信未來。隔年郭路生去山西汾阳杏花村插隊勞動，創作出其成名之作《相信未來》以及《這是四點零八分的北京》，在當時的知識青年中廣泛流傳，影響深遠，但前者也因此产生了多个遣词不尽相同的抄本。郭路生早期的詩歌有一種對待生活“不抱幻想，也不絕望”的存在主義的精神，其《相信未來》曾被江青點名批判，她說，相信未來就是否定現在。
1973年，因在部隊中遭受強烈刺激，被診斷患有精神分裂症，1978年开始使用笔名“食指”，1999年出院後仍從事詩歌寫作。

## 評論
許多評論家認為，郭路生是開闢一代詩風的先驅者，其詩歌成就比北島、顧城諸人有過之而無不及。但因種種原因，郭路生長期被埋沒。也有人認為，郭路生是朦朧詩人中最善始善終的一個，也是唯一的一個。

## 作品

### 詩
- 《命運》（1967年）
- 《海洋三部曲》（1967年）
- 《魚兒三部曲》（1967年）
- 《相信未來》（1968年）
- 《這是四點零八分的北京》（1968年）
- 《煙》（1968年）
- 《酒》（1968年）
- 《靈魂》（1968年）
- 《寒風》（1969年）
- 《熱愛生命》（1978年）
- 《瘋狗》（1978年）
- 《我的心》（1982年）
- 《願望》（1983年）
- 《落葉》（1985年）
- 《落葉與大地的對話》（1985年）
- 《詩人的桂冠》（1986年）
- 《受傷的心靈》（1987年）
- 《向青春告別》（1989年）
- 《人生舞台》（1989年）
- 《你》（1991年）
- 《歸宿》（1991年）
- 《在精神病院》（1991年）
- 《我不知道》（1993年）

### 诗集
- 《相信未来》（1988年）
- 《食指 黑大春现代抒情诗合集》（1993年）
- 《诗探索金库·食指卷》（1998年）
- 《食指的詩》（1999年）